# Hereford Railway (Kanada)
Die Hereford Railway ist eine ehemalige Eisenbahngesellschaft in Québec (Kanada). Sie wurde am 23. Juni 1887 gegründet und baute eine normalspurige Bahnstrecke von Lime Ridge bis zur US-amerikanischen Grenze bei Beecher Falls. Die Eröffnung der 85,1 Kilometer langen Strecke erfolgte am 1. Mai 1890. Genau ein Jahr später eröffnete die Upper Coos Railroad die Anschlussstrecke von Beecher Falls nach Quebec Junction.
Die Maine Central Railroad leaste am 18. Mai 1890 die Hereford Railway für 999 Jahre, verkaufte die Strecke aber im Februar 1928 an die Canadian Pacific Railway, die die Strecke 1930 bis auf den Abschnitt Cookshire Junction–Melvina (36,2 km) stilllegte. Die Hereford Railway wurde daraufhin aufgelöst.